# Droiturier
Droiturier est une commune française, située dans le département de l'Allier en région Auvergne-Rhône-Alpes.

## Géographie
Droiturier est située sur une butte, entre l’Andan, au nord et à l'ouest, et le ruisseau de Godinière, affluent de l'Andan, au sud.
Le paysage est marqué par les affleurements de granit (rochers à cupules, rocher de Trayon). Le granit rose de Droiturier était exploité dans des carrières, d'où sont sortis les pavés qui ont servi pour le pavement de la cour des Invalides.

### Communes limitrophes
|            | Barrais-Bussolles | Andelaroche        |
| Saint-Prix | Droiturier        | Saint-Pierre-Laval |
|            | Le Breuil         | Châtelus           |

### Climat
Pour des articles plus généraux, voir Climat d'Auvergne-Rhône-Alpes et Climat de l'Allier.
En 2010, le climat de la commune est de type climat océanique dégradé des plaines du Centre et du Nord, selon une étude du CNRS s'appuyant sur une série de données couvrant la période 1971-2000. En 2020, Météo-France publie une typologie des climats de la France métropolitaine dans laquelle la commune est dans une zone de transition entre le climat océanique altéré et le climat de montagne ou de marges de montagne et est dans la région climatique Centre et contreforts nord du Massif Central, caractérisée par un air sec en été et un bon ensoleillement.
Pour la période 1971-2000, la température annuelle moyenne est de 10,7 °C, avec une amplitude thermique annuelle de 15,9 °C. Le cumul annuel moyen de précipitations est de 919 mm, avec 11,3 jours de précipitations en janvier et 7,5 jours en juillet. Pour la période 1991-2020, la température moyenne annuelle observée sur la station météorologique de Météo-France la plus proche, sur la commune d'Arfeuilles à 8 km à vol d'oiseau, est de 11,2 °C et le cumul annuel moyen de précipitations est de 951,6 mm,. Pour l'avenir, les paramètres climatiques de la commune estimés pour 2050 selon différents scénarios d'émission de gaz à effet de serre sont consultables sur un site dédié publié par Météo-France en novembre 2022.

## Urbanisme

### Typologie
Au 1er janvier 2024, Droiturier est catégorisée commune rurale à habitat très dispersé, selon la nouvelle grille communale de densité à 7 niveaux définie par l'Insee en 2022.
Elle est située hors unité urbaine. Par ailleurs la commune fait partie de l'aire d'attraction de Lapalisse, dont elle est une commune de la couronne,. Cette aire, qui regroupe 9 communes, est catégorisée dans les aires de moins de 50 000 habitants,.

### Occupation des sols

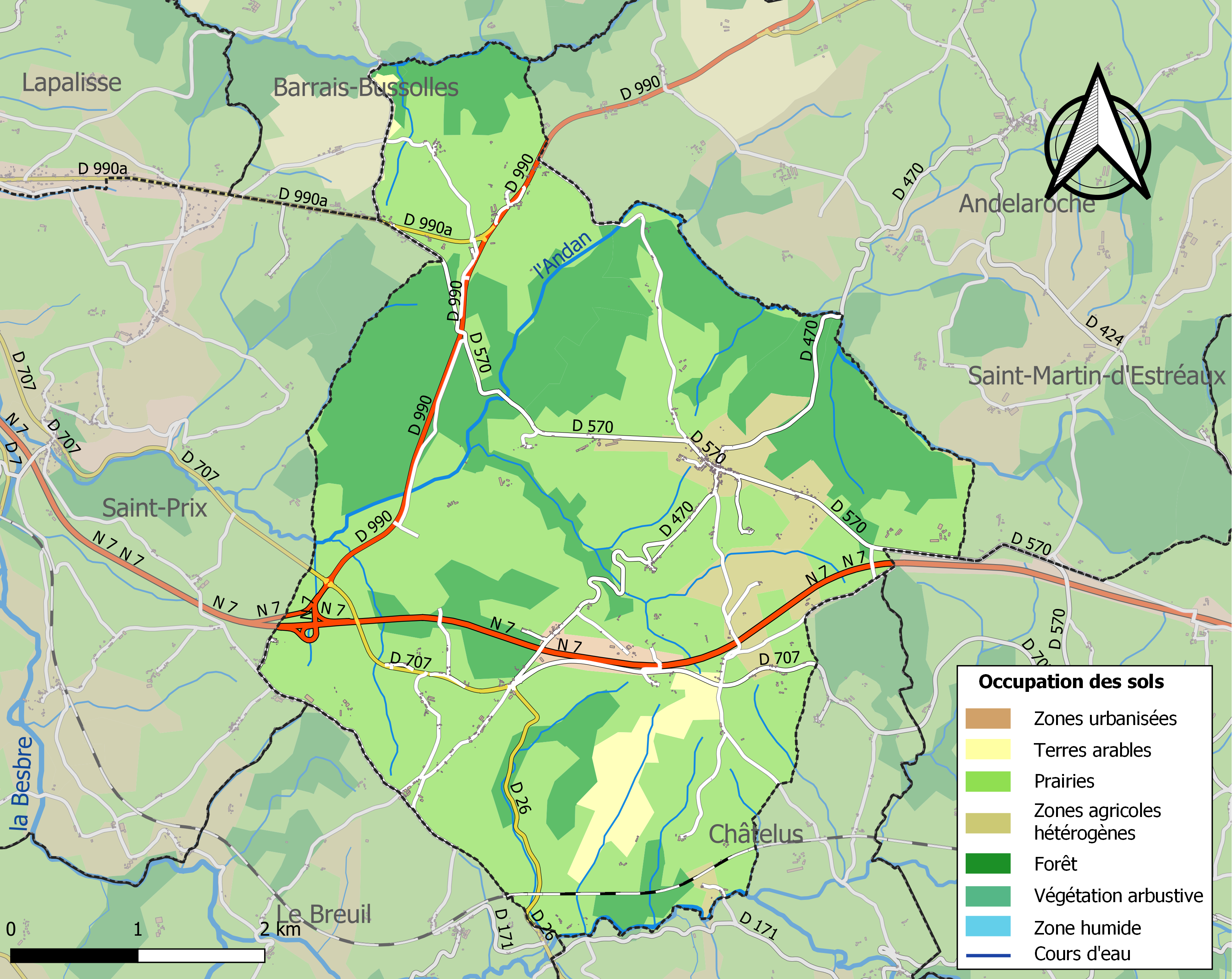
Carte des infrastructures et de l'occupation des sols de la commune en 2018 (CLC).

L'occupation des sols de la commune, telle qu'elle ressort de la base de données européenne d’occupation biophysique des sols Corine Land Cover (CLC), est marquée par l'importance des territoires agricoles (66,8 % en 2018), en diminution par rapport à 1990 (68 %). La répartition détaillée en 2018 est la suivante : prairies (57,6 %), forêts (32 %), zones agricoles hétérogènes (6,2 %), terres arables (3,1 %), zones industrielles ou commerciales et réseaux de communication (1,2 %).
L'IGN met par ailleurs à disposition un outil en ligne permettant de comparer l’évolution dans le temps de l’occupation des sols de la commune (ou de territoires à des échelles différentes). Plusieurs époques sont accessibles sous forme de cartes ou photos aériennes : la carte de Cassini (XVIIIe siècle), la carte d'état-major (1820-1866) et la période actuelle (1950 à aujourd'hui).

### Voies de communication et transports
Le territoire communal est traversé par les routes départementales 26 (en direction d'Arfeuilles), 470, 570, 990 et 990A (ces trois dernières permettant de rejoindre Lapalisse). La route nationale 7, aménagée en voie express, passe au sud de la commune ; l'ancien tracé est déclassé.

## Politique et administration
| Période                                  | Période                   | Identité       | Étiquette | Qualité     |
| ---------------------------------------- | ------------------------- | -------------- | --------- | ----------- |
| Les données manquantes sont à compléter. |                           |                |           |             |
| mars 2001                                | mars 2008                 | René Chavignon | FN        |             |
| mars 2008                                | mai 2020                  | Roland Billaud |           | Agriculteur |
| mai 2020                                 | En cours (au 5 juin 2020) | Jérôme Grouly  |           |             |

## Population et société

### Démographie
Les habitants de la commune sont appelés les Droituriers,.
L'évolution du nombre d'habitants est connue à travers les recensements de la population effectués dans la commune depuis 1793. Pour les communes de moins de 10 000 habitants, une enquête de recensement portant sur toute la population est réalisée tous les cinq ans, les populations de référence des années intermédiaires étant quant à elles estimées par interpolation ou extrapolation. Pour la commune, le premier recensement exhaustif entrant dans le cadre du nouveau dispositif a été réalisé en 2004.

En 2022, la commune comptait 367 habitants, en évolution de +12,92 % par rapport à 2016 (Allier : −1,38 %, France hors Mayotte : +2,11 %).
| 1793 | 1800 | 1806 | 1821 | 1831 | 1836 | 1841 | 1846 | 1851 |
| ---- | ---- | ---- | ---- | ---- | ---- | ---- | ---- | ---- |
| 797  | 482  | 636  | 611  | 812  | 867  | 870  | 905  | 944  |

| 1856 | 1861 | 1866 | 1872 | 1876 | 1881 | 1886  | 1891  | 1896  |
| ---- | ---- | ---- | ---- | ---- | ---- | ----- | ----- | ----- |
| 915  | 880  | 839  | 884  | 878  | 944  | 1 021 | 1 023 | 1 022 |

| 1901 | 1906 | 1911 | 1921 | 1926 | 1931 | 1936 | 1946 | 1954 |
| ---- | ---- | ---- | ---- | ---- | ---- | ---- | ---- | ---- |
| 968  | 900  | 888  | 744  | 711  | 636  | 654  | 570  | 503  |

| 1962 | 1968 | 1975 | 1982 | 1990 | 1999 | 2004 | 2006 | 2009 |
| ---- | ---- | ---- | ---- | ---- | ---- | ---- | ---- | ---- |
| 453  | 434  | 392  | 395  | 433  | 385  | 354  | 339  | 352  |

| 2014 | 2019 | 2022 | - | - | - | - | - | - |
| ---- | ---- | ---- | - | - | - | - | - | - |
| 337  | 357  | 367  | - | - | - | - | - | - |

### Enseignement
Droiturier dépend de l'académie de Clermont-Ferrand. Elle gère une école élémentaire publique.
Hors dérogations à la carte scolaire, les collégiens sont scolarisés à Lapalisse et les lycéens à Cusset, au lycée Albert-Londres.

## Culture locale et patrimoine

### Lieux et monuments

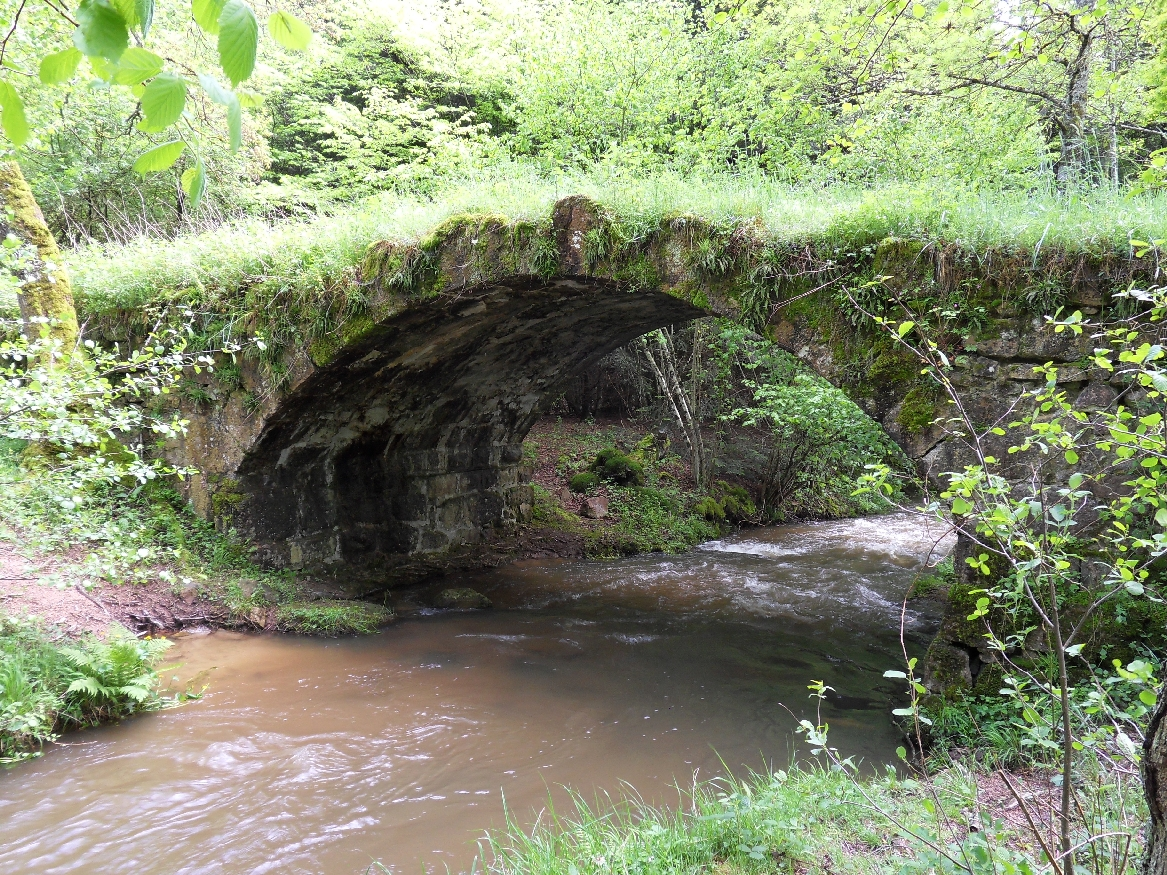
Pont romain de Droiturier.

- Ancienne collégiale romane (XIIe siècle), dédiée à saint Nicolas, inscrite Monument Historique en 1935, faisait autrefois partie intégrante d'un monastère bénédictin, aujourd'hui disparu, qui s'était installé au bord d'une ancienne voie romaine. À l'intérieur, remarquable chapiteau du singe cordé, thème très répandu en Auvergne.
- Petit pont romain, sur l'Andan, inscrit Monument Historique en 1984.
- Pont dit de la Vallée du XVIIIe siècle, sur l'Andan, en aval du pont romain, inscrit Monument Historique en 1978.
- Croix en fer forgé du XVIIe siècle sur la place du village.
- Ancien relais de poste, avec son studiolo au décor peint datant d'environ 1600[24].
- Maisons à colombages (XIVe et XVIe siècles).
- Rocher de Trayon (de l'autre côté de la nationale 7).

### Personnalités liées à la commune
- Gilbert-Claude d'Albon, né à Droiturier en 1633, chanoine comte de Lyon en 1653 et prieur de Légier en 1660, mort le 18 juin 1688[25].
- Claude Montal (1800-1865), accordeur et facteur de pianos aveugle, y a passé une partie de son adolescence. Ses parents y tenaient une auberge rurale et relais de poste, sur l'ancienne route de Paris à Lyon.
- Marcel Martinet, ami de Romain Rolland, passait souvent ses étés dans sa propriété du Féjart à Droiturier.

## Tourisme
- Le GR 3 traverse la commune.